# Independentes de Olaria

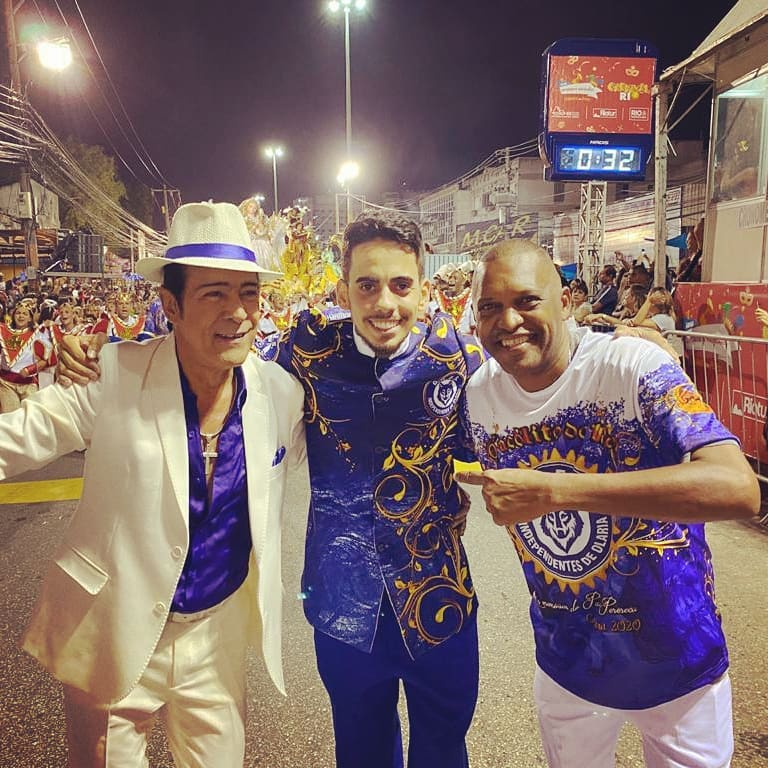
Elymar Santos, Brenno Araújo e Chiquinho Mestre-Sala. Desfile de 2020

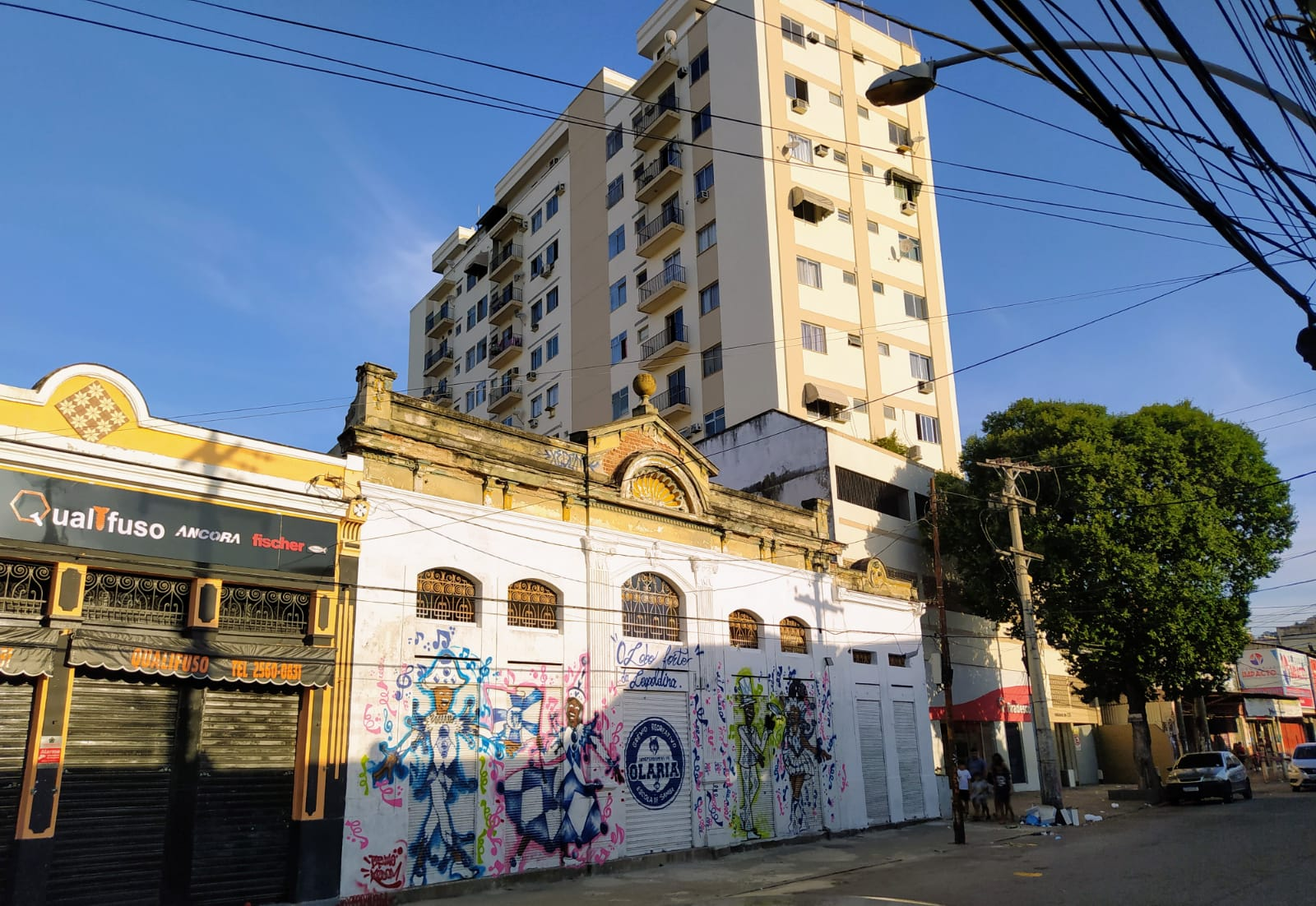
Sede da escola, Rua Alfredo Barcelos 711, Olaria, Rio de Janeiro.

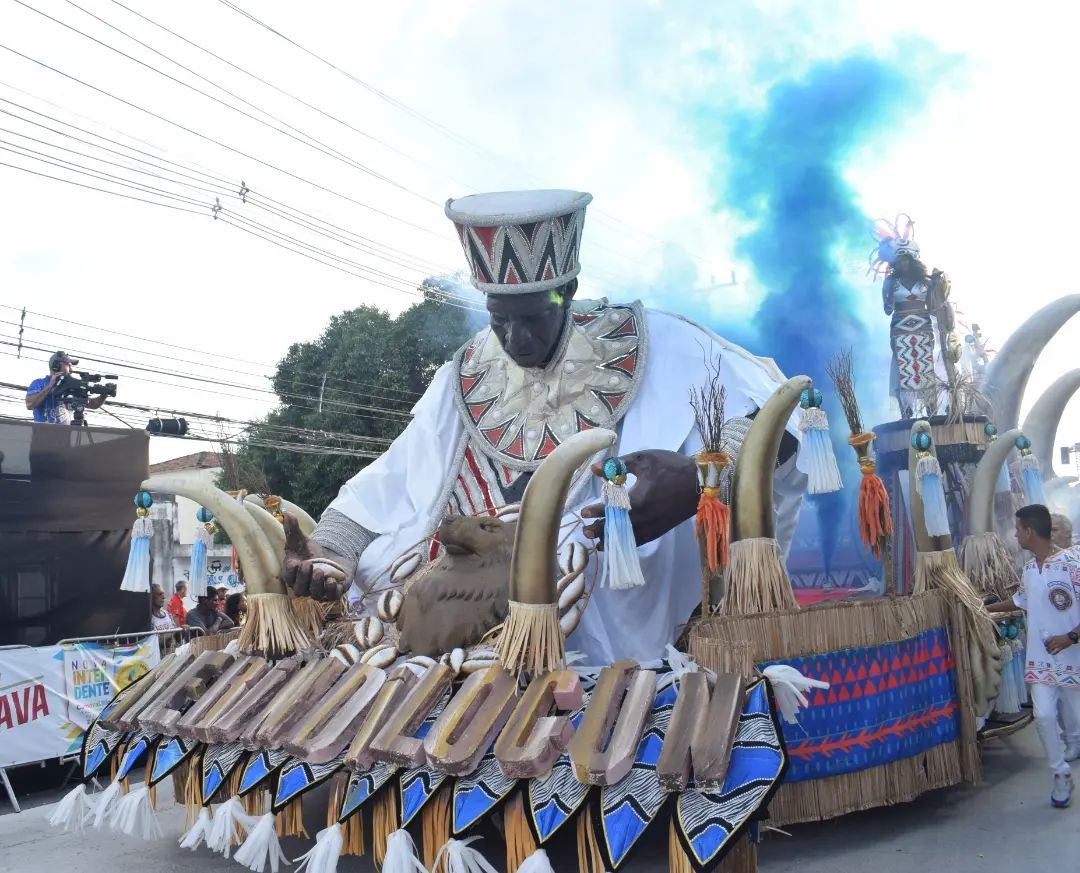
Carro Alegórico "Merìndílógún - A Fala dos Ancestrais" - Desfile Série Prata 2023.

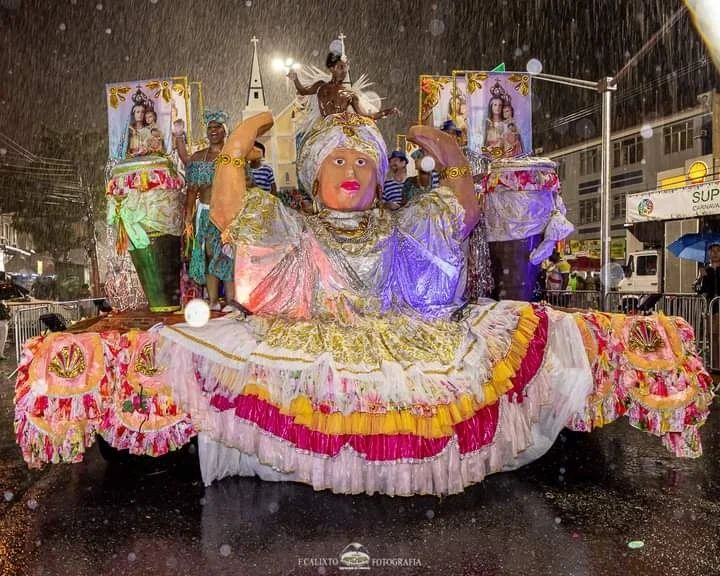
Carro Alegórico "Igreja de Nossa Senhora da Penha" - Desfile Série Prata 2022.

O Grêmio Recreativo Escola de Samba Independentes de Olaria é uma escola de samba localizada no bairro de Olaria, na Zona da Leopoldina, região histórica e mais antiga da Zona Norte da cidade do Rio de Janeiro. As cores azul e branco são uma homenagem ao Olaria Atlético Clube. 
Foi fundada em 3 de Abril de 2017 pelo atual presidente Brenno Araujo e alguns amigos, apaixonados pelo bairro e carnaval. Em Dezembro do mesmo ano foi batizada pela vizinha e coirmã Imperatriz Leopoldinense. Sua quadra se localiza na Rua Alfredo Barcelos, n.º 711, próximo à Estação de trem SuperVia Olaria e Estação  BRT Olaria (Cacique de Ramos).

## História
- 2018 -  "Janaína, a Índia que Virou Sereia do Mar."

Desfilou pela primeira vez na Série E do Carnaval Carioca no desfile do dia 17 de fevereiro de 2018, sábado das campeãs com o enredo "Janaína, a Índia que Virou Sereia do Mar". A escola contou a lenda Afro-Indígena baseada na poesia “Janaína”, de Vinícius do Nascimento, que versa a estória de uma índia que virou sereia. A escola sagrou-se campeã e obteve a promoção. Na apuração final com 179,6 pontos, venceu o grupo com a diferença de 0,2 da segunda colocada conseguindo o acesso a série D da competição do carnaval 2019. 
- 2019 - "De Canto em Canto te Conto um Conto."

Com o enredo "De Canto em Canto te Conto um Conto", a escola fez uma viagem pelos contos tradicionais populares registrados pelo folclorista Câmara Cascudo. A agremiação percorre pelo olhar da criança dos contos populares, resgatando a infância folclórica e regional, das histórias passadas por gerações, adaptadas e reinterpretadas de outras culturas, ganhando contornos e retratos do Brasil. Na apuração final obteve a terceira colocação conseguindo o acesso ao grupo especial da Intendente.[carece de fontes?]
- 2020 -  "O Acólito do Rei - As Memórias do Padre Perereca."

Na sua estreia no grupo especial da Intendente, com o enredo "O Acólito do Rei - As Memórias do Padre Perereca", a escola contou a história de Luiz Gonçalves dos Santos (Padre Pereca) de onde surgiram as primeiras "Fake News no Brasil". Para puxar o saco do Rei, todas as suas crônicas e narrativas apenas um olhar aparecia, ignorando, de forma até cômica, os problemas que aqui surgiam. Um jeitinho “pererequês” que brasileiro se fez. Construindo um olhar maravilhoso de um governo. Neste mesmo ano perdeu o então carnavalesco Guilherme Estevão para a Império da Tijuca, mas após uma reviravolta em que o anterior carnavalesco virou diretor cultural e a definição de Marcos Januário como seu sucessor. Na apuração final obteve o décimo quarto lugar e se manteve no grupo. 
- 2022 - "Batuque Pra Penha."

Depois da pandemia do coronavírus que impediu a realização do carnaval em 2021, o tão aguardado desfile aconteceu no mês de abril de 2022., ano em que a Série Prata foi dividida em dois grupos, com desfiles na Sexta e Sábado, ascendendo a Série Ouro os primeiros colocados de cada um.
Com o enredo "Batuque Pra Penha" a Independentes de Olaria mais uma vez reafirmou seu compromisso e função de resgatar e exaltar as raízes e essências históricas e culturais da Zona da Leopoldina. Dessa vez, realizou o seu Carnaval na Intendente Magalhães trazendo aquela que é a mais expressiva festa do povo de nossa região. Histórica e transformadora, a união do sagrado e do profano, do místico e popular, a festa de Nossa Senhora da Penha contada e cantada pelo seu povo. Da origem lendária da devoção e peregrinação a Santa, até a transformação de Penha em “madrinha do samba carioca”, e dos festejos aos seus pés, das negras baianas, dos malandros, dos sambistas e populares. Toda essa narrativa embalada pelos cantares e canções que não só retratavam a devoção, mas foram as crônicas musicadas de nossa sociedade ao longo de muitos anos. O Lobo Forte da Leopoldina pediu a benção e proteção a Nossa Senhora e, com muita alegria e fé, fez “Batuque pra Penha”. Na apuração final obteve o terceiro lugar no grupo de sexta-feira.
- 2023 -  "Merìndílógún – A fala dos Ancestrais."

“A Independentes de Olaria embarca nos mistérios e saberes do Merìndílógún, o oráculo que une o Orum e o Ayé, sendo poderoso canal de comunicação com as divindades. Contaremos suas histórias transmitidas através da palavra de velhos sábios, histórias essas essenciais para a disseminação de uma das práticas mais importantes nas religiões de matriz africana.
Atravessaremos junto à Calunga, onde reis, rainhas e sacerdotes que aqui desembarcaram, resistiram a toda dor da escravidão, fincando seus cultos em solo brasileiro, mantendo o contato com seus ancestrais. Hoje o jogo ultrapassa as fronteiras da religiosidade. Quem nunca quis tirar a sua sorte? Se todos buscam equilíbrio na vida e respostas para as indagações ontológicas que nos permeiam, chegou a vez do Lobo Forte da Leopoldina conhecer o seu destino na folia e exaltar um aspecto tão fundamental na cultura afro-brasileira. Na apuração final obteve o quinto lugar no grupo de sábado.  

## Segmentos

### Presidentes

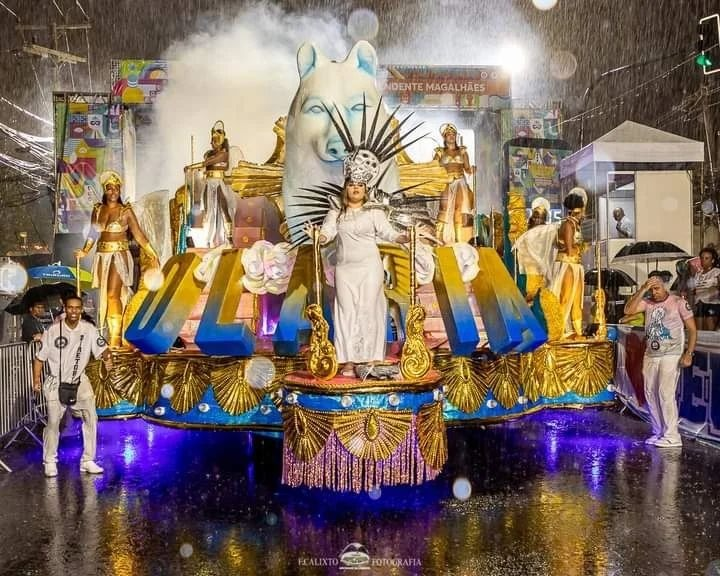
Carro Alegórico "Vou Subir a Penha, Agradecer a Minha Guia" - Desfile Série Prata 2022.

| Nome          | Mandato               | Ref.  |
| ------------- | --------------------- | ----- |
| Brenno Araújo | Fundação - Atualidade | [ 4 ] |

### Intérpretes

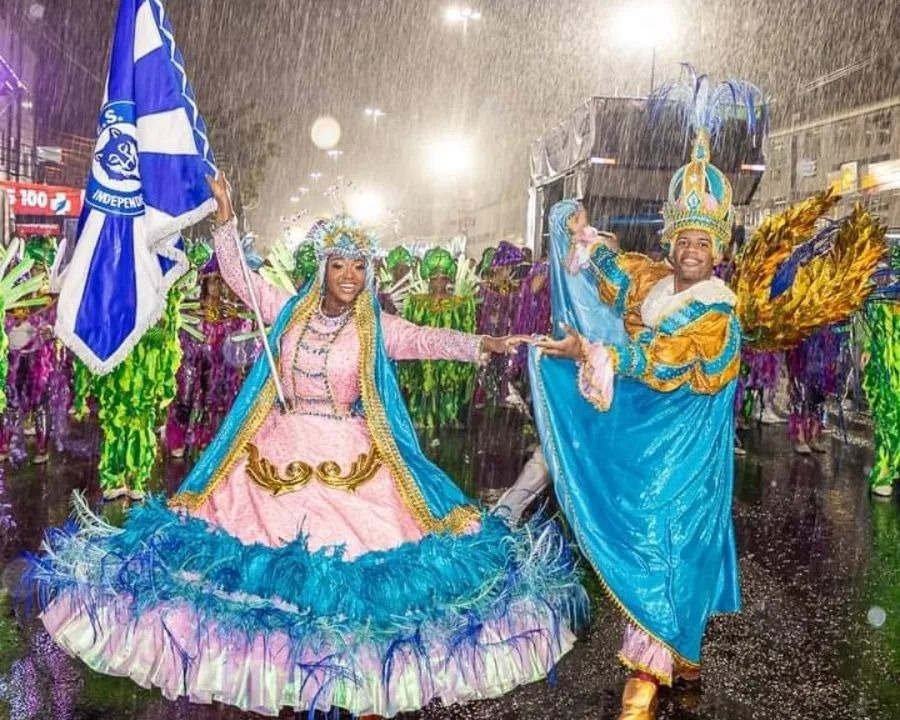
Primeiro Casal de Mestre-Sala e Porta-Bandeira João Vitor e Eduarda Martins - Intendente Magalhães - Série Prata 2022

| Período       | Intérprete oficial             | Ref   |
| ------------- | ------------------------------ | ----- |
| 2018          | Rodrigo Santos                 |       |
| 2019          | Rodrigo Santos e Clebinho Show | [ 4 ] |
| 2020          | Charles Silva                  | [ 5 ] |
| 2022          | Tuninho Jr e Charles Silva     |       |
| 2023          | Tuninho Jr                     |       |
| 2024          | Juan Briggs                    |       |
| 2025          | Rodrigo Tinoco                 |       |
| 2026-presente | Ricardinho Guimarães           |       |

### Casal de Mestre-sala e Porta-bandeira
| Ano       | Nome                          | Ref   |
| --------- | ----------------------------- | ----- |
| 2018      | João Vitor e Dandara Luiza    |       |
| 2019-2021 | João Vitor e Carolina Accioli | [ 5 ] |
| 2022      | João Vitor e Eduarda Martins  |       |
| 2023      | João Vitor e Eduarda Martins  |       |
| 2024      | Leo Chocolatte e Laís Menezes |       |

### Diretores

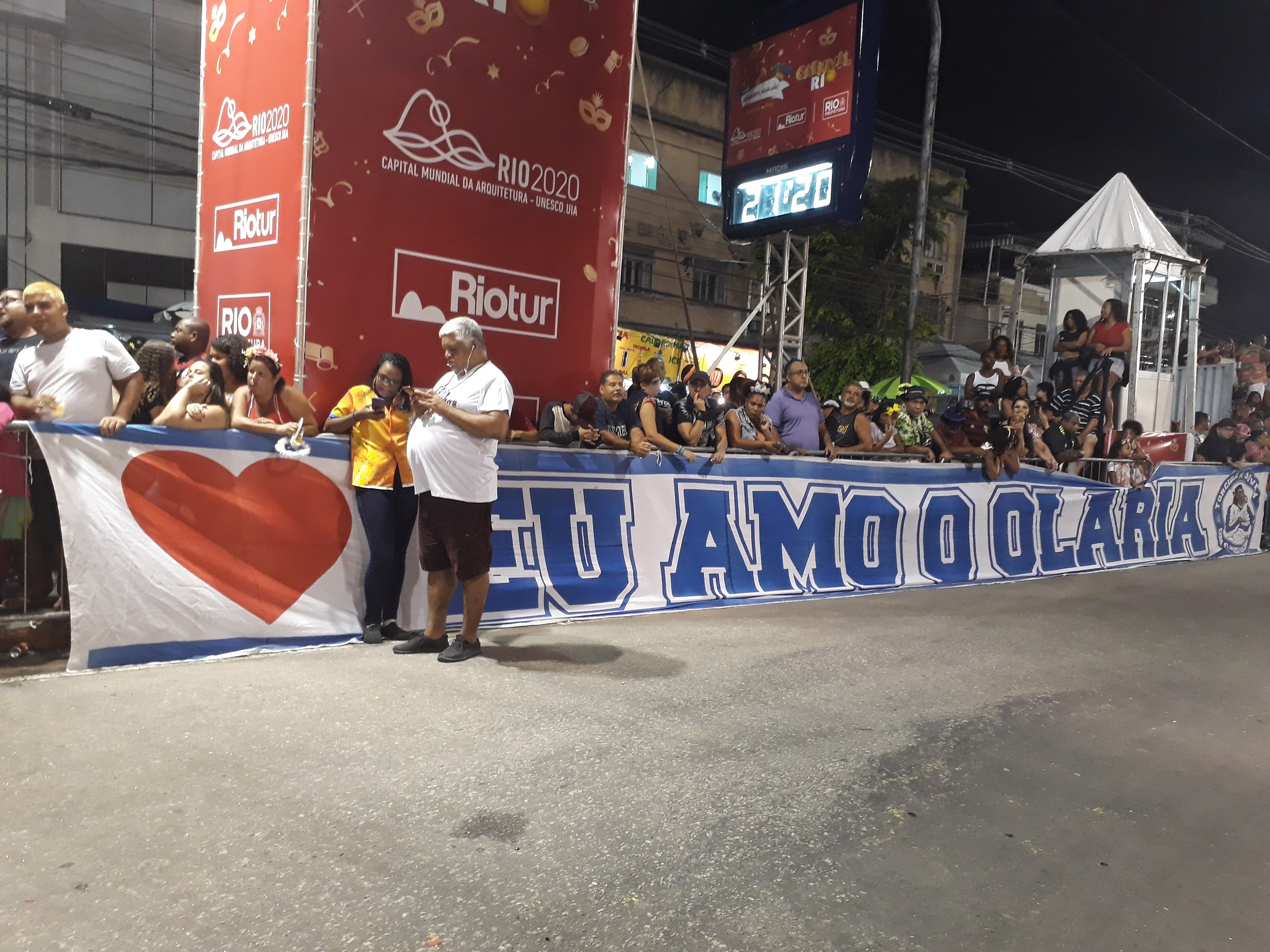
Torcida do Olaria AC no desfile da agremiação na Intendente Magalhães.

| Ano  | Diretores de Carnaval                   | Diretores de Harmonia              | Diretores de Bateria | Ref   |
| ---- | --------------------------------------- | ---------------------------------- | -------------------- | ----- |
| 2018 | Júlio Castellani e Vinícius Maia        | Luiz Carlos Oliveira               | Wellington Gomes     |       |
| 2019 | Hudson Sacramento                       | Luiz Carlos Oliveira               | Marquinhos Swing     |       |
| 2020 | Viviane Raphael “Vivi” e Rodrigo Pretto | Nelson Marinho e Rodrigo Pretto    | Marquinhos Swing     | [ 5 ] |
| 2022 | Viviane Raphael e Hudson Sacramento     | Nelson Marinho e Alessandro Mongin | Lucas Albuquerque    |       |
| 2023 | Viviane Raphael e Hudson Sacramento     | Rodrigo Pretto                     | Marquinhos Swing     |       |
| 2024 | Camarão Neto                            | Rodrigo Pretto                     | Marquinhos Swing     |       |

### Coreógrafos
| Período | Nome              | Ref   |
| ------- | ----------------- | ----- |
| 2018    | Rafinha           |       |
| 2019    | Ranaa Al Jalilahs |       |
| 2020    | Ranaa Al Jalilahs | [ 5 ] |
| 2022    | Ranaa Al Jalilahs |       |
| 2023    | Ranaa Al Jalilahs |       |
| 2024    | Ranaa Al Jalilahs |       |

### Corte de Bateria
| Período       | Rainha de bateria | Ref   |
| ------------- | ----------------- | ----- |
| 2018-2020     | Ignez Peerla      | [ 5 ] |
| 2022-2023     | Camila Ximenes    | -     |
| 2024          | Danny Foxx        | -     |
| 2025-presente | Dani Sanť Anna    | -     |

## Carnavais
| Ano | Colocação | Grupo | Enredo | Carnavalesco | Ref.        |
| --- | --- | --- | --- | --- | ----------- |
| 2018 | Campeã | Série E (sexta divisão)                                                                                               | Janaína, a índia que virou sereia do mar Compositores:Richard Valença, Leozinho Nunes, Fernando Professor e Renan Diniz | Rodrigo Marques, Guilherme Diniz e Vinícius Nascimento.                                                               | [ 4 ] [ 2 ] |
| 2019 | 3º Lugar | Série D (quinta divisão)                                                                                              | De canto em canto, te conto um conto Compositores: Richard Valença, Fernando Professor, Thiago Vaz, Renan Diniz, Serginho Castro, Doutor Rodrigo, Celso do Tamanco, Kevin Sardou e Tem Tem Jr                                | Guilherme Estevão e Vinicius Nascimento                                                                               | [ 6 ]       |
| 2020 | 14º Lugar | Especial da Intendente (terceira divisão)                                                                             | O acólito do Rei - As memórias do Padre Perereca Compositores: Drummond, Gabe Samba, Guilherme Macedo, Tuninho, Alexandre Macaquinho, Renne Barbosa, Toinho, Jota Montalvão, Samuel Coelho e Adriel Coelho                   | Marcos Januário | [ 3 ] [ 5 ] |
| Inicialmente adiados para o mês de julho, os desfiles do Carnaval 2021 foram cancelados devido a pandemia de Covid-19 | Inicialmente adiados para o mês de julho, os desfiles do Carnaval 2021 foram cancelados devido a pandemia de Covid-19 | Inicialmente adiados para o mês de julho, os desfiles do Carnaval 2021 foram cancelados devido a pandemia de Covid-19 | Inicialmente adiados para o mês de julho, os desfiles do Carnaval 2021 foram cancelados devido a pandemia de Covid-19 | Inicialmente adiados para o mês de julho, os desfiles do Carnaval 2021 foram cancelados devido a pandemia de Covid-19 | [ 7 ]       |
| 2022 | 3º Lugar | Série Prata (Sexta-feira) (terceira divisão)                                                                          | Batuque pra Penha Compositores: Diego Nicolau, Tem-tem jr, Minguauzinho,Ph Leite, Gigi da estiva, Romeu Almeida, Marcelinho Santos.                                                                                          | Alex Carvalho | [ 8 ]       |
| 2023 | 5º Lugar | Série Prata (Sábado) (terceira divisão)                                                                               | Merìndílógún – a fala dos ancestrais Compositores: Gabriel Coelho,Gabriel Mello, Julio Pagé, Chicão, Osmar Fernandes,Gabriel Machado, Alan Miranda, Leandro Thomaz, Luiz Brinquinho e Luizinho das Camisas                   | Alex Carvalho e Caio Cidrini                                                                                          | [ 9 ]       |
| 2024 | 6º Lugar | Série Prata (Sexta-feira) (terceira divisão)                                                                          | Ao som do chorinho vou sorrir... Serei feliz, bem feliz! Compositores: Gabriel Coelho, Julio Pagé, Chicão, Osmar Fernandes, Gabriel Machado, Leandro Thomaz, Luiz Brinquinho, Alan Miranda, Guilherme Macedo e Raul Dicaprio | Bruno de Oliveira | [ 10 ]      |
| 2025 | 17.º Lugar | Série Prata (terceira divisão)                                                                                        | Vagalume: O Lumiar do Rio Negro | Ariel Portes e Ester Domingos                                                                                         | [ 11 ]      |